# Hvězdné městečko
Hvězdné městečko (rusky Звёздный Городок, Zvjozdnyj Gorodok) je sídlo městského typu severovýchodně od Moskvy, které vyrostlo okolo Střediska přípravy kosmonautů J. A. Gagarina (současný oficiální název je Vědeckovýzkumné středisko přípravy kosmonautů J.A.Gagarina, Научно-исследовательский испытательный центр подготовки космонавтов имени Ю. А. Гагарина) založeného roku 1960.
Do roku 2009 bylo vojenským uzavřeným sídlem, poté přešlo pod civilní správu jako městský okruh, přičemž status uzavřeného města byl zachován. V červnu 2009 byla zvolena městská rada, starostou (resp. hlavou městského okruhu) se stal Nikolaj Rybkin. Od září 2013 je hlavou Hvězdného městečka Valerij Ivanovič Tokarev.

## Budování městečka
Poté, co Sověti provedli výběr budoucích kosmonautů z 3461 letců a zredukovali je na dvacet nejlepších, rozhodl velitel letectva maršál Konstantin Veršinin utvořit speciální vojenský útvar č. 26266 a v únoru 1960 určil jeho velitelem Jevgenije Karpova. Tím vzniklo Středisko pro přípravu kosmonautů. První z vybraných letců byli s rodinami ubytováni u Frunzeho letiště, pak dostali byty ve městě Čkalovskoje 40 km severovýchodně od Moskvy. V létě roku 1960 se pro ně začala stavět základna v nedalekém lese. Místo nabízených rodinných domků se na žádost letců postavily velké činžovní domy, na které byli zvyklí..
Hvězdným městečkem jej nazývali hosté a přezdívka se kolem roku 1964 brzy ujala. Zpočátku se mu říkalo Zelené městečko..
Za sovětské éry byl areál velmi přísně hlídaný před zbytkem světa. Mnozí ruští kosmonauti historie (včetně Jurije Gagarina) i současnosti ve městě žili a žijí se svými rodinami. Městečko má svůj vlastní poštovní úřad, vysokou školu, školky, kino, divadlo, sportovní a rekreační zařízení, železniční stanici a muzeum vesmírného cestování a průzkumu vesmíru. Kvůli přípravě společného letu Sojuz-Apollo zde v roce 1973 vybudovali nové objekty pro centrifugu, halu s trenažéry Sojuzu, hotel a obchodní dům.
Poblíž městečka a výcvikového prostoru bylo v lesích Diamantové jezero, kam se v době výstavby jezdili kosmonauti koupat. Zde také došlo k úrazu Valentina Varlamova z první skupiny připravujících se kosmonautů, který si při skoku do mělké vody poškodil šíji a byl z jednotky lékaři vyřazen.